# Redouane Guemri
Mohamed Redouane Guemri (ar. محمد رضوان غمري; ur. 8 stycznia 1958 w Oranie) – algierski piłkarz grający na pozycji napastnika. W swojej karierze grał w reprezentacji Algierii.

## Kariera klubowa
Całą swoją karierę piłkarską Guemri spędził w klubie ASM Oran. Zadebiutował w nim w 1973 roku i grał w nim do 1988 roku.

## Kariera reprezentacyjna
W reprezentacji Algierii Guemri zadebiutował w 1976 roku. W 1980 roku powołano go do kadry na Puchar Narodów Afryki 1980. Na tym turnieju zagrał w jednym meczu grupowym, finałowym z Nigerią (0:3). Z Algierią wywalczył wicemistrzostwo Afryki. W kadrze narodowej grał do 1982 roku.